# Vacanze a Ischia
Vacanze a Ischia è un film del 1957, diretto da Mario Camerini.

## Trama
Ischia, seconda metà degli anni Cinquanta. Antonio, Franco, Furio e Benito, quattro ragazzi romani scanzonati, durante la traversata in traghetto incontrano l'ingegnere Occhipinti, ex datore di lavoro degli ultimi tre, e decidono di vendicarsi del licenziamento ad opera di quest'ultimo: appreso che l'uomo è diretto a Ischia per raggiungere la moglie in dolce attesa, progettano di fargli credere (con telefonate anonime e chiacchiere ad alta voce) che la donna abbia concepito il figlio con Antonio, spacciandolo per un giovane latin lover ischitano.
Diretto sull'isola per una breve vacanza c'è anche l'avvocato Lucarelli, uomo austero e poco incline al sorriso, che è tormentato dal dubbio di aver causato, poco prima della partenza da Pozzuoli, l'annegamento accidentale di un ragazzino che si era lanciato in acqua per raccogliere una banconota lanciatagli dallo stesso legale.
A Ischia arrivano pure Pierre e Denise Tissot, due coniugi francesi intenzionati ad acquistare un terreno, che vengono accompagnati in albergo dal giovane vetturino Salvatore, subito colpito dalla bellezza malinconica di Denise.
Già in vacanza sull'isola c'è poi la bella Caterina, che è finita sotto processo con l'accusa di oltraggio al pudore: nottetempo, convinta di essere da sola in spiaggia, la ragazza aveva fatto il bagno nuda non accorgendosi di essere attentamente osservata dall'anziano colonnello Manfredi e da sua moglie, che l'avevano denunciata.
Nel frattempo Antonio, mentre è intento a pedinare l'ingegner Occhipinti, conosce Antonietta, una bella infermiera che lavora alle Terme di Ischia e se ne innamora. Franco dimentica la giacca con i soldi della vacanza sullo yacht di una turista, ed si vede costretto con Furio e Benito a inventarsi un modo per continuare il soggiorno ischitano senza pagare una lira: i tre decidono di truffare i turisti stranieri spacciando un vecchio terreno abbandonato per le rinomate fonti termali locali. Occhipinti, ormai convinto del tradimento della moglie, rischia di far naufragare il suo matrimonio. L'avvocato Lucarelli, invece, non riesce a trovare pace perché sempre più certo di avere un morto sulla coscienza. Denise capisce di provare qualcosa per Salvatore, sempre premuroso nei suoi confronti a differenza del marito, superficiale e avaro. Caterina affronta il processo assistita da due avvocati locali, Battistella e Lojacono, che le procurano un costume "color carnicino" per smontare le accuse a suo carico.
Antonietta si rende conto dei veri sentimenti di Antonio e i due si fidanzano. Franco, Furio e Benito vengono arrestati dai Carabinieri ma Occhipinti li raggiunge in caserma e convince il maresciallo che si tratta solo di una ragazzata. Notata la tristezza dell'uomo e presi dal rimorso, i tre giovani decidono di confessargli che la gravidanza di sua moglie non è extraconiugale e che si è trattato solo di uno scherzo. Per la gioia di diventare finalmente padre, Occhipinti li perdona e li riassume al lavoro, premiando i tre ragazzi per il coraggio di essere stati sinceri.
Al processo di Caterina, la falsa prova prodotta dagli avvocati non regge il confronto con una testimone dell'accusa: ma poco prima che la ragazza venga condannata, giunge in aula il colonnello Manfredi che chiede di ritirare la denuncia, ammettendo di averla presentata contro la propria volontà, perché obbligato dall'arcigna consorte.
Salvatore, saputo dell'imminente e improvvisa partenza dei coniugi francesi, si offre di accompagnarli al traghetto per dichiararsi a Denise e chiederle di lasciare Pierre: ma proprio mentre sta finalmente per porgerle la fatidica domanda, il suono della sirena della nave copre la sua voce. Pierre chiama a sé Denise, che tra le lacrime ha solo il tempo di dire addio al giovane innamorato.
Poco distante, appoggiato alla balaustra del traghetto, l'avvocato Lucarelli guarda intanto un ragazzino sul molo intento ad avvolgere una rete da pesca. Nel momento in cui la nave molla gli ormeggi gli lancia una banconota chiedendogli di lavarsi il viso sporco di polvere, e si accorge che è proprio il bambino che lui credeva morto e che gli ha rovinato la vacanza.

## Produzione
Il film fu girato nell'estate del 1956 ma uscì nelle sale più di un anno dopo.

## Distribuzione
Il film fu distribuito il 20 dicembre 1957.